# Mercedes-Benz Group
Pour les articles homonymes, voir Mercedes et Benz.
Pour la marque et le constructeur automobile allemands, voir Mercedes-Benz.
Mercedes-Benz Group AG (anciennement Daimler-Benz de 1926 à 1998, puis DaimlerChrysler de 1998 à 2007, puis jusqu'en 2022 Daimler) est un groupe automobile allemand ainsi qu'un fournisseur de services financiers (via Mercedes-Benz Mobility (en)). Son siège social est à Stuttgart dans le Land de Bade-Wurtemberg en Allemagne.
DaimlerChrysler naît de la fusion en 1998 de Daimler-Benz et de Chrysler. En 2007, à la suite des mauvais résultats du groupe, la branche Chrysler est revendue et la société est renommée Daimler en octobre de la même année. En 2022, après scission et introduction en bourse de ses activités dédiées aux poids-lourds baptisées Daimler Truck, Daimler se renomme en Mercedes-Benz Group et se recentre sur l'activité automobile autour de sa marque principale Mercedes-Benz.

## Histoire

### Création et développement auXXesiècle
Le 28 juin 1926, la marque Daimler-Motoren-Gesellschaft fusionne avec la Benz & Cie. L'entreprise est baptisée Daimler-Benz AG, avec pour marque commerciale Mercedes-Benz. Quelques mois après la fusion l'entreprise met fin aux activités aéronautiques portées par Hanns Klemm, alors directeur de l'usine Daimler de Sindelfingen. Celui-ci fonda ainsi le 15 décembre 1926 à Böblingen sa propre société.

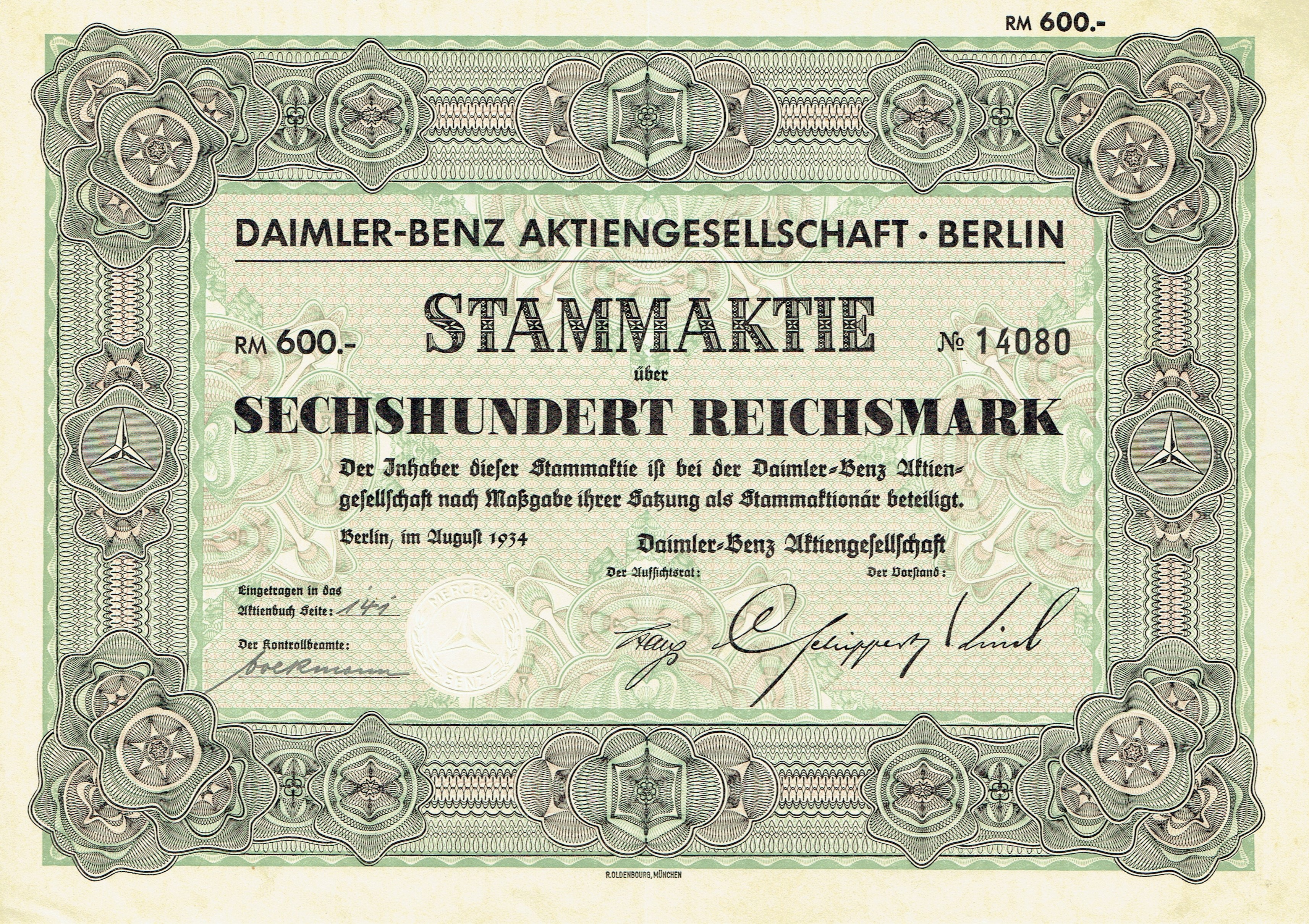
Action de la Daimler-Benz AG en date d'août 1934.

Dans les années 1930, les subventions publiques données pour promouvoir la gloire du Reich allemand permettent à Mercedes et à son concurrent Auto Union de dominer le sport automobile. Par la suite, l'entreprise participe activement à l'effort de guerre, en produisant des moteurs d'avions, de chars et de sous-marin. Ses voitures sont prisées de nombreux hauts-dignitaires nazis, facistes italiens et japonais, dont Hermann Göring, Adolf Hitler, Benito Mussolini et Hirohito, qui utilisèrent en particulier la Mercedes-Benz 770. Pendant la seconde guerre mondiale, Daimler-Benz employa plus de 60 000 prisonniers de guerre et autres travailleurs forcés dans ses usines. Après la guerre, Daimler-Benz a reconnu avoir eu des liens et s'être coordonnée avec le régime nazi.
En 1960, Daimler-Benz fonda la MTU Friedrichshafen après avoir racheté le constructeur Maybach.
L'activité aéronautique du groupe renait à la fin du XXe siècle. En 1985, Daimler-Benz acquiert Dornier et MTU München. En 1995, Daimler-Benz acquiert par la suite la Deutsche Aerospace, qui a elle-même succédé à Messerschmitt-Bölkow-Blohm. La société est ainsi renommée Daimler-Benz Aerospace puis DaimlerChrysler Aerospace. En 2000, la fusion avec l'entreprise française Aerospatiale-Matra et espagnole CASA permet la création de EADS. Jusqu'en 2013, Daimler (avec l'entreprise française Lagardère), détiendra 50 % du capital de l'entreprise. L’état allemand exigeant le maintien d’une parité franco-allemande, la banque publique Kreditanstalt für Wierderaufbau (KfW) rachète une partie des parts de Daimler.
En 1995 est fondée Smart (acronyme de Swatch Mercedes Art car), spécialisée dans la manufacture de micro-voitures citadines à deux places.

### 1998–2007: DaimlerChrysler
En 1998 Daimler-Benz fusionne avec le groupe américain Chrysler et donne naissance à DaimlerChrysler. La transaction avait été annoncée le 7 mai et pris effet le 12 novembre. Le groupe produisait, entre autres, des voitures et camions sous les marques Mercedes-Benz, Maybach, Smart (Daimler-Benz).
En 2002, après la fusion, la société semble suivre deux routes différentes avec peu de signes d'intégration. En 2003, pourtant le Detroit News annonce que la société était en plein changement. La coopération prend forme avec de nouveaux modèles tels que la Chrysler Crossfire (sur une base de Mercedes SLK) et le Dodge Sprinter/Freightliner Sprinter (un Mercedes-Benz Sprinter renommé). La coopération entre le Mercedes Car Group et le Chrysler Group devait se poursuivre dans le futur sous la direction du PDG Dieter Zetsche. Lors de la polémique des années 2000 sur les stock-options, ce fut l'un des premiers grands groupes allemands à y renoncer, avec Deutsche Telekom.
Les 36 milliards de dollars de la fusion conduisirent à de nombreuses actions judiciaires notamment du milliardaire Kirk Kerkorian ainsi qu'à un livre (Taken for a Ride: How Daimler-Benz Drove Off With Chrysler, (2000) par Bill Vlasic et Bradley A. Stertz). Un recours collectif fut introduit en août 2003 pour 300 millions de dollars. Le 7 avril 2005, rejetant la plainte de Kerkorian, le juge Joseph Farnan Jr. donna raison à DaimlerChrysler. La performance financière s'est améliorée et Chrysler a généré une part importante des bénéfices de DaimlerChrysler de 2004 à 2005, l'autre filiale, Mercedes-Benz, ayant engagé des coûts de restructuration.

### 2007–2022: Daimler AG
Après avoir laissé la composante américaine sans investissements productifs pendant toutes ces années, Chrysler est quasiment au bord de la faillite.
En 2007, le fonds d'investissement américain Cerberus Capital Management offre 5,5 milliards d'euros pour la reprise de 80,1 % de Chrysler. DaimlerChrysler conserve le reste du capital et est rebaptisé Daimler AG. Daimler abandonnera le reste de ses parts en 2009 lorsque Chrysler Group se mettra au couvert du « Chapter 11 » de la loi américaine sur les faillites. Le groupe américain sera ensuite racheté par Fiat S.p.A. à partir de 2009 qui en deviendra l'unique propriétaire le 1er janvier 2014. Fiat et Chrysler fusionneront quelques semaines plus tard pour former Fiat Chrysler Automobiles à partir du 1er août 2014.
En octobre 2014, Daimler annonce l'acquisition, via Mercedes-AMG, de 25 % du fabricant italien de moto MV Agusta pour un prix indéterminé.
En août 2015, Nokia vend sa filiale de cartographie Here à un consortium de constructeurs automobiles allemands incluant Daimler, BMW et Audi pour 2,8 milliards d'euros.
En juillet 2016, Rabobank annonce la vente d'Athlon, sa filiale de location de véhicules à Daimler pour 1,1 milliard d'euros. Le même mois, Daimler est contraint de payer une amende de 1 milliard d'euros infligée par les autorités de la concurrence européenne pour avoir participé à l'entente dans le secteur de la production de poids lourd.
En décembre 2017, le groupe allemand prend une participation majoritaire au sein de la plateforme de VTC Chauffeur privé.
En mars 2018, Daimler et BMW fusionnent leurs services de mobilité DriveNow et Car2go.
Courant avril 2019, l'entreprise Daimler est visée par une enquête des autorités allemandes pour avoir installé des logiciels qui truquaient les émissions sur les modèles Mercedes-Benz GLK 220 CDI.
En 2019, l'Union européenne accuse Daimler et d'autres constructeurs européens d'entente illégale afin de « priver les consommateurs de la possibilité d'acheter des voitures moins polluantes, alors que la technologie était à la disposition des constructeurs ».
En juillet 2021, Daimler annonce un plan d'investissement de 40 milliards d'euros pour transformer son modèle de production vers le véhicule tout électrique d'ici 2030.

### 2022: Mercedes-Benz Group
En février 2021, Daimler annonce, d'ici la fin de l'année, la scission et l'introduction en bourse de ses activités poids lourds Daimler Trucks & Buses division, qui seront baptisées Daimler Truck, et son renommage consécutif en Mercedes-Benz Group. La société se recentre ainsi sur l'activité automobile Cars & Vans divisions autour de sa marque principale Mercedes-Benz. Le renommage est effectif en février 2022.

### Évolution du logo

Logo avant 1998
Logo de 1998 à 2007
Logo de 2007 à 2022
Logo depuis 2022

## Produits

### Automobiles
En septembre 2019, Daimler annonce sa décision d'arrêter le développement de nouveaux moteurs thermiques. Le budget jusque-là affecté aux recherches et à la mise au point de ces blocs, ainsi qu’aux systèmes de transmission associés, sera basculé sur le développement de la mobilité électrique au sein des différentes marques du groupe.

### Moteurs d'avions
- DB 600
- DB 602
- DB 603
- DB 605
- DB 007
- DB 730
- 109-021
- DB 720
- DB 721

## Branches
Les activités de Mercedes-Benz Group se répartissent selon deux principaux secteurs:

### Mercedes-Benz AG
Mercedes-Benz Group vend des automobiles sous différentes marques dans le monde :
- Mercedes-Benz Cars :
  - Mercedes-Benz
  - Mercedes-AMG
  - Mercedes-Maybach
  - Mercedes-Benz EQ
  - Smart (50%)

- Mercedes-Benz Vans :
  - Mercedes-Benz

### Mercedes-Benz Mobility AG
Mercedes-Benz Group propose des services financiers et des solutions de mobilité:
- Mercedes-Benz Mobility (en)
  - Mercedes-Benz Bank (en)

## Possessions, participations, coentreprises
- Mercedes-Benz Tech Innovation (de) (100%)
- Denza (50%) coentreprise avec BYD
- BAIC (9,55%)[19]
- Ionity coentreprise avec Audi, BMW, Ford, Porsche, Hyundai
- HERE (participation)

### Sport automobile
- Mercedes Grand Prix (33%)[19]
- Mercedes AMG High Performance Powertrains (100%)
- Mercedes-Benz EQ Formula E Team

### Participations passées
- 3,1 % Renault-Nissan-Mitsubishi. (revendu en totalité en 2021)[20]

### Divers
- Musée Mercedes-Benz
- Musée Daimler

## Filiale française
L'ex-société DaimlerChrysler France, renommée « Mercedes-Benz France » est située, jusqu'au 10 juin 2014, au Parc de Rocquencourt, dans la commune de Rocquencourt dans les Yvelines (78).
Depuis le 10 juin 2014, le Star Center de Mercedes-Benz France est situé Avenue Nicéphore Niépce, dans la commune de Montigny-le-Bretonneux dans les Yvelines (78).
Mercedes-Benz France emploie 3 279 collaborateurs et a réalisé un chiffre d'affaires de 3,99 milliards d'euros en 2007.
Plus de 100 000 véhicules sont vendus par an. En 2007, c'est 61 629 Mercedes-Benz VP, 8 082 Smart, 23 534 véhicules utilitaires et 8 879 camions Mercedes-Benz, 1 489 MitsubishiFuso Canter et 974 bus et cars Mercedes-Benz et Setra.
Trois sites de production Daimler sont basés en France : Smart à Hambach en Moselle, EvoBus (bus Mercedes-Benz et Setra) à Ligny-en-Barrois dans la Meuse et le site de Molsheim en Alsace qui est spécialisé dans les transformations de camions Mercedes-Benz (rallongements/raccourcissements d'empattements, essieux supplémentaires).
Trois centres européens de logistique de pièces de rechange employant plus de 600 personnes sont également basés en France, à Valenciennes, Hatten et Étoile-sur-Rhône.
Deux filiales de distribution Own-Retail Cars (MB Paris & MB Bordeaux) et deux filiales Trucks et Véhicules utilitaires (MB Paris Île-de-France et MB Lyon).

## Direction de l'entreprise

### Directoire
Dieter Zetsche, ancien président et CEO de Chrysler Group et de Mercedes Car Group, et mieux connu aux États-Unis sous le nom de Dr. Z à la suite d'une campagne de publicité Chrysler, fut nommé président de DaimlerChrysler le 1er janvier 2006.
Son prédécesseur, Jürgen E. Schrempp, avait démissionné à la fin de 2005 de la tête du cinquième plus grand constructeur automobile du monde. Sanctionné à la suite de la chute du prix de l'action du groupe depuis la fusion en 1998 dont il avait été l'architecte, et en accord avec le conseil d'administration, Schrempp avait mis fin plus tôt à son contrat.
En 2019 Dieter Zetsche arrive à la fin de son contrat et quitte Daimler et se fait remplacer par Ola Källenius (en).
Direction de Daimler :
- Ola Källenius : Directeur Marketing et Ventes Mercedes-Benz Cars
- Renata Jungo Brüngger, Respect des lois et de l'intégrité
- Wilfried Porth, Human Resources et Directeur des Relations de Travail
- Hubertus Troska, Greater China
- Bodo Uebber, Contrôle des finances / Services financiers
- Prof. Dr Thomas Weber, Recherche, Développement automobile Mercedes-Benz

Après la démission, le 28 janvier 2014, d'Andreas Renschler, qui avait accompli 25 années de service chez Daimler, le nombre des membres du directoire de Daimler était tombé à sept. Il est à nouveau remonté à huit depuis la nomination, le 1er janvier 2015, du Suédois Ola Källenius.
Le 1er janvier 2016, Renata Jungo Brüngger est le nouveau membre du directoire de Daimler. La juriste suisse, à la tête du département juridique de Daimler depuis 2011, a été nommée au poste Respect des lois et de l'intégrité rendu vacant par le départ de Dr. Christine Hohmann-Dennhardt chez Volkswagen.
| Portrait                                                               | Identité                             | Période          | Période       | Durée                     |
| Portrait                                                               | Identité                             | Début            | Fin           | Durée                     |
| ---------------------------------------------------------------------- | ------------------------------------ | ---------------- | ------------- | ------------------------- |
| Edzard Reuter en 1991.                                                 | Edzard Reuter (1928 - 2024)          | juillet 1987     | mai 1995      | 7 ans et 10 mois          |
| Jürgen Schrempp                                                        | Jürgen Schrempp (né en 1944)         | mai 1995         | décembre 2005 | 10 ans et 7 mois          |
| Pas de portrait sous licence libre disponible pour Robert James Eaton. | Robert James Eaton (en) (né en 1940) | novembre 1998    | mars 2000     | 1 an et 4 mois            |
| Dieter Zetsche, 6 mars 2018.                                           | Dieter Zetsche (né en 1953)          | 1er janvier 2006 | mai 2019      | 13 ans et 4 mois          |
| Ola Källenius, 6 mars 2018.                                            | Ola Källenius (en) (né en 1969)      | 22 mai 2019      | En cours      | 5 ans, 10 mois et 7 jours |

### Conseil de surveillance
Membres du conseil de surveillance de Daimler (2015), au nombre de vingt : Manfred Bischoff (Chairman), Michael Brecht (Deputy Chairman), Paul Achleitner, Sari Baldauf, Michael Bettag, Bernd Bohr, Clemens Börsig, Jürgen Hambrecht, Petraea Heynike, Andrea Jung, Joe Kaeser, Ergun Lümali, Sabine Maaßen, Wolfgang Nieke, Bernd Pischetsrieder, Valter Sanches, Jörg Spies, Elke Tönies-Werner, Frank Weber, Roman Zitzelsberger.
| Portrait                                                          | Identité                          | Période       | Période    | Durée             |
| Portrait                                                          | Identité                          | Début         | Fin        | Durée             |
| ----------------------------------------------------------------- | --------------------------------- | ------------- | ---------- | ----------------- |
| Pas de portrait sous licence libre disponible pour Hilmar Kopper. | Hilmar Kopper (en) (1935 - 2021)  | novembre 1998 | avril 2007 | 8 ans et 5 mois   |
| Manfred Bischoff                                                  | Manfred Bischoff (né en 1942)     | avril 2007    | mars 2021  | 13 ans et 11 mois |
| Bernd Pischetsrieder, 2010.                                       | Bernd Pischetsrieder (né en 1948) | avril 2021    |            |                   |

## Actionnariat de Mercedes-Benz Group
Après le retrait, le 11 octobre 2012, d'Aabar Investments, contrôlé indirectement par le gouvernement de l'émirat d'Abu Dhabi 9,1 %, l'État du Koweït est devenu le plus gros investisseur de Daimler avec 6,9 % suivi par la Deutsche Bank avec un peu moins de 4,35 % et l'émirat de Dubaï avec un peu plus de 2 % des actions du groupe.
La répartition des actionnaires par régions :
- 72,2 % investisseurs institutionnels.
- 17,8 % investisseurs privés.
- 9,69 % Geely.
- 6,9 % Koweït.
- 1,55 % Nissan.

Liste des principaux actionnaires au 13 mars 2021 , à la suite de la liquidation par Renault de l'ensemble de ses actions :
| Geely (Zhejiang Geely Holding Group)                    | 9,69 % |
| Kuwait Investment Authority (Investment Management)     | 6,80 % |
| Beijing State-Owned Assets Supervision & Administration | 5,00 % |
| Harris Associates                                       | 4,93 % |
| Deka Investment                                         | 2,32 % |
| BNP Paribas Asset Management France                     | 1,81 % |
| BlackRock Advisors                                      | 1,68 % |
| Amundi Asset Management (Investment Management)         | 1,62 % |
| Nissan Motor                                            | 1,54 % |

## Controverses et affaires

### Entente sur les dispositifs antipollutions
En 2019, l'Union européenne accuse Daimler et d'autres constructeurs européens d'entente illégale afin de « priver les consommateurs de la possibilité d'acheter des voitures moins polluantes, alors que la technologie était à la disposition des constructeurs ».
En juillet 2021, l'Union européenne inflige une amende à BMW de 373 millions d'euros et à Volkswagen de 502 millions d’euros, pour une entente avec Daimler sur les systèmes d’épurations de l’oxyde d’azote des voitures diesel, Daimler étant exonéré d'amende ayant révélé cette entente.

## Prises de position
En mai 2024 et à un mois des élections européennes, Mercedes, ainsi qu'une trentaine d'entreprises allemandes, signent une tribune contre l'extrême-droite, représentée par le parti Alternative pour l'Allemagne (AfD) dont les intentions de vote montent dans les sondages. Selon la tribune, « les partis xénophobes découragent » les travailleurs étrangers dont auraient besoin ces sociétés. Les entreprises signataires entendent également organiser des ateliers, des réunions publiques et des forums en interne,.